# Ермініо де Бріто
Ермініо Америко де Бріто (порт. Hermínio Américo de Brito, 6 травня 1914, Сан-Паулу — дата смерті невідома) — бразильський футболіст, що грав на позиції півзахисника, зокрема, за клуб «Корінтіанс», а також національну збірну Бразилії.
Переможець Ліги Каріока. 

## Клубна кар'єра
У футболі дебютував 1933 року виступами за команду «Корінтіанс», в якій провів три сезони, взявши участь у 86 матчах чемпіонату. Більшість часу, проведеного у складі «Корінтіанс», був основним гравцем команди.
Згодом з 1937 по 1941 рік грав у складі команд «Америка» (Ріо-де-Жанейро), «Фламенго», «Індепендьєнте» (Авельянеда), «Пеньяроль», «Іпіранга» (Нітерой) та «Васко да Гама».
Завершив професійну ігрову кар'єру у клубі «Бангу», за команду якого виступав протягом 1945—1947 років.

## Виступи за збірну
1937 року дебютував в офіційних матчах у складі національної збірної Бразилії. Протягом кар'єри у національній команді, яка тривала 2 роки, провів у її формі 4 матчі.
У складі збірної був учасником Чемпіонату Південної Америки 1937 року в Аргентині, де разом з командою здобув «срібло», чемпіонату світу 1938 року у Франції, де зіграв проти Чехословаччини (2-1), а команда здобула бронзові нагороди.

## Титули і досягнення
- Переможець Ліги Каріока (1):

«Фламенго»: 1939
- Бронзовий призер чемпіонату світу: 1938
- Срібний призер Чемпіонату Південної Америки: 1937